# Justas Vincas Paleckis

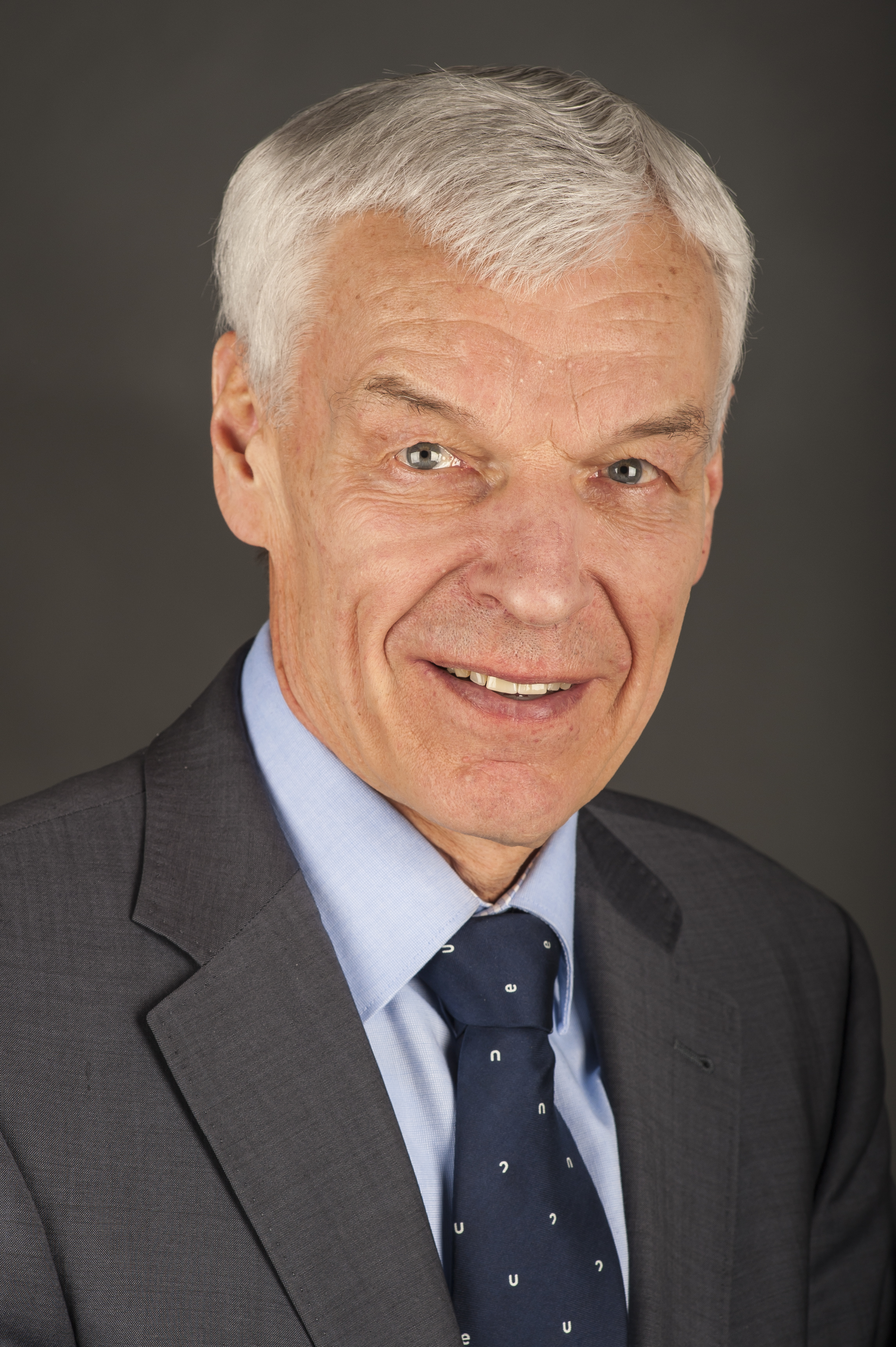
Justas Vincas Paleckis (2014)

Justas Vincas Paleckis (* 1. Januar 1942 in Kuibyschew, Russland) ist ein litauischer Politiker, Diplomat und Mitglied des Europäischen Parlaments.

## Leben
Nach dem Abitur an der Salomėja-Nėris-Mittelschule in Vilnius studierte er von 1959 bis 1964 Journalistik an der Universität Vilnius und von 1966 bis 1969 Diplomatie und Internationale Beziehungen in Moskau. Von 1969 bis 1983 war er sowjetischer Diplomat in der DDR und Schweiz. Von 1990 bis 1992 war er Mitglied im Seimas, von 2002 bis 2004 Vizeminister für Außen. Am 10. Juni 2004 wurde er nach dem Beitritt Litauens zur Europäischen Union zum Abgeordneten des Europäischen Parlaments gewählt, dem er bis 2014 angehörte.
Justas Vincas Paleckis ist Sohn des sowjetlitauischen Politikers und Ministerpräsidenten von Sowjetlitauen Justas Paleckis (1899–1980).

## Familie
Justas Vincas Paleckis ist verheiratet.
Sein Sohn Algirdas Paleckis (* 1971) ist ebenfalls Politiker, aktiver Sozialist, Mitglied der Bewegung „Frontas“. Er wurde wegen als prosowjetisch gelesener umstrittener Aussagen in Bezug auf Opfern der Januarereignisse in Litauen 1991 verurteilt.